# Kunst der Fuge
Die Kunst der Fuge (Sztuka Fugi), BWV 1080 – ostatnie dzieło Johanna Sebastiana Bacha (1685-1750), przeznaczone na nieokreślone instrumentarium, choć prawdopodobnie instrument klawiszowy.

## Budowa dzieła
Składa się z dziewiętnastu utworów nazwanych przez kompozytora Kontrapunktami (łac. Contrapunctus):
- 11 fug (Contrapunctus I-XI):
  - jednotematowych (I-VII):
    - fugi I-IV eksponujące temat główny w ruchu prostym i w inwersji
    - fugi V-VII odpowiadające na poprzednie przetworzeniem tematu głównego poprzez inwersje, dyminucje i augmentacje

  - dwutematowych (IX i X)
  - trzytematowych (VIII i XI). W tych fugach we wszystkich tematach z wyjątkiem głównego Bach wprowadza chromatykę, która w fugach poprzednich nie była elementem tematycznym i stosowana była w kontrapunktach i łącznikach
- 4 kanonów (Contrapunctus XII-XV), w tym dwóch dodanych do wydań Kunst der Fuge już po śmierci Bacha. Są to kanony dwugłosowe zawierające nawet po kilka wariantów tematu Kunst der Fuge jednocześnie.
- 3 fug lustrzanych (Contrapunctus XVI-XVIII), każda w dwóch wersjach: fuga recta i fuga inversa. Fuga inversa jest odwróceniem fugi recta. W fugach lustrzanych, jak i w poprzedzających je kanonach, zauważyć można daleko idące modyfikacje tematu głównego. Temat główny Kunst der Fuge przedstawiony w Kontrapunkcie I powraca w Kontrapunkcie XVIII, jednakże w innym metrum.
- 1 nieukończonej fugi trzytematowej (Contrapunctus XIX).

## HistoriaKunst der Fuge

### Geneza
Pracę nad tym dziełem Bach rozpoczął na rok przed śmiercią (1749). Pierwsze wydanie (Originalausgabe) ukazało się w 1750 roku, gdzie Kontrapunkty I-XI zostały wydane jeszcze pod nadzorem Bacha, który ustalił kolejność utworów i sporządził wykaz błędów. W związku z tym, tylko pierwsza część wydania jest autentyczna i wiążąca. Po śmierci kompozytora wydanie kończyły osoby niezorientowane w dalszej części rękopisu, co stało się przyczyną licznych błędów w układzie utworów znajdujących się w drugiej części, np. odwrotnym ustawieniu części fug lustrzanych (fuga inversa na miejscu fugi recta i vice versa). W 1752, z okazji Targów Lipskich, ukazało się nowe wydanie Kunst der Fuge ze wstępem Marpurga. Wyszło ono pod innym tytułem, niż pierwsze. Jeżeli tytuł Kunst der Fuge nie pochodził od Bacha, musiał zostać przez niego zaakceptowany, bowiem pierwsze wydanie ukazało się pod takim właśnie tytułem. Bach mógł zatytułować każdą część zbioru Contrapunctus, gdyż fugi były przedzielone czterema kanonami, stąd nazwanie wszystkich utworów fugami byłoby niezgodne z konwencjami baroku, a tytuł Kunst der Fuge zaakceptował prawdopodobnie tylko dlatego, że w jego rozumowaniu technika fugowania była tożsama z techniką kontrapunktyczną.

### Okres zapomnienia
Kunst der Fuge przez długi czas pozostawała w cieniu. Brak jakiejkolwiek wskazówki, na jaki instrument lub zespół instrumentów zbiór był przeznaczony, spowodował, że dzieło uznawane było często za czysto teoretyczne. Kunst der Fuge, zawierająca wszystkie cechy sztuki absolutnej obcej XIX-wiecznym teoretykom muzyki, nie została zrozumiana ani doceniona. Dziełu zrzucano spekulatywność, abstrakcyjność muzyczną, niedoskonałość estetyczno-artystyczną; uznawano za pracę akademicką. C.P.E. Bach określił Kunst der Fuge jako „środek zastępujący kosztowne lekcje prywatne kontrapunktu”. Także wybitni teoretycy muzyki źle oceniali dzieło Bacha. Van Bruyck w analizie Das wohltemperierte Klavier mówił o Kunst der Fuge, że „nie jest to muzyka, lecz coś barbarzyńskiego, co wyrodziło się w rodzaj kontrapunktycznej kociej muzyki”.
Negatywne przyjęcie było także spowodowane strukturą dzieła: całość była oparta na jednym temacie, w jednej tonacji; utwory o podobnym charakterze znajdują się obok siebie w jednym zbiorze.
Notowanie Kunst der Fuge systemem partyturowym (oryginalnie w kluczach sopranowym, altowym, tenorowym i basowym), mające zapewnić przejrzystość i czytelność poszczególnych głosów, jak i nazwanie części Kontrapunktami potwierdza dydaktyczność dzieła. Nie należy jednak pozbawiać go wyrazu artystycznego i traktować jedynie jako traktat teoretyczny, do czego kluczem jest odłączenie fug od siebie z wyjątkiem tych, które rozwiązują wzajemne problemy techniczne lub są odbiciem lustrzanym poprzedniej.

## Budowa

### Temat
Cały zbiór jest oparty na prostym temacie, w kolejnych Kontrapunktach coraz to bardziej modyfikowanym:
Temat składa się z dwunastu dźwięków w czterech taktach. Ambitus równy jest sekście małej (cis-a); budowę ma symetryczną, dwuczęściową. W postaci zasadniczej występuje tylko w Kontrapunkcie I. W pozostałych fugach i kanonach temat główny Kunst der Fuge pojawia się nie zawsze jako temat pierwszy, w różnych wariantach.

### Środki polifoniczne
Wszystkie fugi i kanony mieszczą się w tonacji d-moll, a ostatni akord toniczny w fugach zawsze jest pikardyjskim.
Środki polifoniczne stają się niekiedy czynnikami formotwórczymi, jako podstawy budowy całej fugi. Występują wtedy od początku fugi, w ekspozycji tematu. Stretto odgrywa dominującą rolę w fugach V, VI i VII.
Stosowanie komplikacji technicznych, takich jak inwersja, rekcja, augmentacja, dyminucja czy stretto, stwarza w fudze napięcia polifoniczne, mające zastępować napięcia harmoniczne, powstające poprzez modulacje. Modulacje w Kunst der Fuge niemalże nie występują, poza odchyleniami paralelnymi, dominantowymi, subdominantowymi czy mediantowymi. Spowodowane to jest skupieniem kompozytora na prezentacji mistrzostwa sztuki polifonicznej.

### Kontrapunkt
Występuje w Kunst der Fuge znaczna formalność osiągnięta poprzez jeden temat, jak i kontrapunkty oparte na motywach z tematu głównego. Kontrapunkt stały niemalże nie występuje. Często kontrapunkt zachowuje pewien schemat rytmiczny, który wtedy przeradza się w kontrapunkt stały.

### Łączniki
Łączniki nie zawsze są w sposób jednoznaczny oddzielone od tematu. Najczęściej są oparte na pracy motywicznej i sekwencji; budowane na swobodnej imitacji. Bardzo rzadko pojawia się całkowicie nowy materiał motywiczny jako łącznik fugi.

## Contrapunctus XIX
Jest to ostatnia fuga ze zbioru Kunst der Fuge. Jest fugą trzytematową. Jej przynależność do Kunst der Fuge była negowana przez Hauptmanna, Spittę i Rusta. Uznawali oni Fugę XIX za odrębny utwór, niepowiązany z Kunst der Fuge, który znalazł się w pierwszym wydaniu przypadkowo. Argumentowano to twierdzenie brakiem tematu głównego ani żadnego z jego wariantów przedstawionych w poprzednich fugach i kanonach.
G. Nottebohm wykazał niesłuszność tego poglądu, z łatwością i naturalnie przeprowadzając połączenie wszystkich trzech tematów Fugi XIX z tematem głównym Kunst der Fuge:
Całkowita zgodność tematów wskazuje na to, że fuga trzytematowa miała być czterotematową, w której czwartym tematem miał być temat główny Kunst der Fuge, z czego wynika, że Fuga XIX jest integralną częścią zbioru. Kontratemat fugi zawiera charakterystyczny motyw muzyczny, utworzony od nazwiska kompozytora.
Podczas pisania tego dzieła kompozytor zmarł. Jego syn, Carl Philipp Emanuel Bach, napisał na partyturze „Über dieser Fuge, wo der Name B A C H im Contrasubject angebracht worden, ist der Verfasser gestorben” („Gdy motyw B-A-C-H pojawia się w kontratemacie, kompozytor zmarł”).
Ważniejszych prób dokończenia fugi podjęli się:
- J.H. Knecht (jego rękopis zaginął),
- H. Riemann,
- F. Busoni.

## Znane wykonania
Fortepian:
- Charles Rosen (1967)
- Tatiana Nikołajewa (1992)
- Piotr Słopecki (2005) (wydawnictwo DUX)

Organy:
- Fritz Heitmann (1951)
- Helmut Walcha (1956, 1970)
- Glenn Gould (1962)
- Marie-Claire Alain (1993)
- Hans Fagius (1995)

Kwartet smyczkowy:
- Juilliard String Quartet (1989)
- Keller Quartet (1997)
- Emerson Quartet (2003)
- Musicarius (2013)

Orkiestra:
- Hermann Scherchen z orkiestrą Orchestre de la RTSI (1965)
- Karl Ristenpart z Orkiestrą Kameralną z Saar (1965)
- Jordi Savall z zespołem Hespèrion XXI (1986)
- Erich Bergel z orkiestrą Cluj Philharmonic Orchestra (1991)
- Neville Marriner z orkiestrą Academy of St. Martin in the Fields

Klawesyn
- Menno van Delft (2003)
- Davitt Moroney (1985)

Inne:
- Amsterdam Loeki Stardust Quartet na kwartecie fletów prostych (1998)
- Berliner Saxophon Quartett na saksofonie (1990)
- Canadian Brass na instrumentach dętych (2001)
- Fretwork na violach
- Laibach – LAIBACHKUNSTDERFUGE (2008; częściowo luźna trawestacja, na syntezatory, perkusję, głos ludzki)
- Marcin Masecki na fortepianie Steinway zarejestrowany na starym dyktafonie kasetowym Panasonic (2012)

## Odniesienia w kulturze
Kunst der Fuge stała się motywem literackim powieści Vikrama Setha „Niebiańska muzyka” (An Equal Music).